# أعلام أوروبا

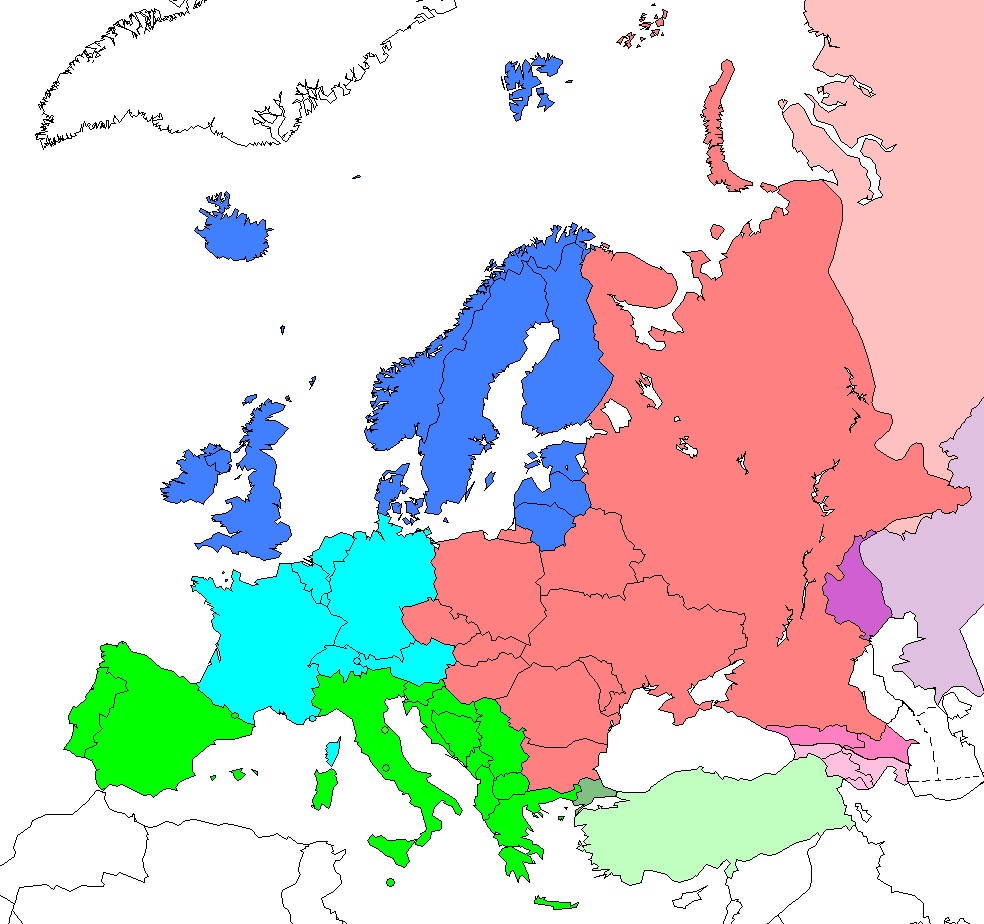
تقسيم قارة أوروبا حسب الترميز الإحصائي لهيئة الأمم المتحدة :
أوروبا الشمالية
أوروبا الغربية
أوروبا الشرقية
أوروبا الجنوبية

قائمة أعلام دول أوروبا والمنظمات الدولية المتواجدة بها.

## المنظمات الدولية

علم بينيلوكس (غير رسمي)
علم اللجنة المركزية للملاحة في نهر الراين
علم اتفاقية التجارة الحرة في أوروبا الوسطى
علم اتحاد الدول المستقلة
علم مجموعة البلدان الناطقة بالبرتغالية
علم الاتحاد الأوروبي
علم المجتمع الأوروبي للفحم والصلب
علم المنظمة الدولية للفرنكوفونية
علم حلف شمال الأطلسي
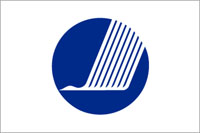
علم المجلس الشمالي
علم غجر الروما
علم الساميين
علم اتحاد أوروبا الغربية

## أوروبا الشمالية

علم الدنمارك
علم إستونيا
علم فنلندا
علم جمهورية أيرلندا
علم آيسلندا
علم لاتفيا
علم ليتوانيا
علم النرويج
علم المملكة المتحدة
علم السويد

### كيانات مرتبطة بالمملكة المتحدة

علم ألديرني
علم أكروتيري ودكليا
علم جبل طارق (كيان مرتبط بإنجلترا)
علم غيرنزي
علم هيرم
علم جزيرة مان
علم جيرزي (جزيرة)
علم سارك

### كيانات مرتبطة بإسكندنافيا

علم جزر أولاند (كيان مرتبط بفنلندا)
علم جزر فارو (كيان مرتبط بالدنمارك)
علم جرينلاند (كيان مرتبط بالدنمارك)

## أوروبا الغربية

علم ألمانيا
علم النمسا
علم بلجيكا
علم فرنسا
علم ليختنشتاين
علم لوكسمبورغ
علم موناكو
علم هولندا
علم سويسرا

## أوروبا الجنوبية

علم ألبانيا
علم أندورا
علم البوسنة والهرسك
علم كرواتيا
علم قبرص
علم إسبانيا
علم اليونان
علم إيطاليا
علم مقدونيا
علم مالطا
علم الجبل الأسود
علم البرتغال
علم سان مارينو
علم صربيا
علم سلوفينيا
علم تركيا
علم الفاتيكان

### دول غير معترف بها

علم كوسوفو
علم قبرص الشمالية

## أوروبا الشرقية

علم أرمينيا
علم أذربيجان
علم بيلاروسيا
علم بلغاريا
علم التشيك
علم جورجيا
علم المجر
علم كازخستان
علم مولدوفا
علم بولندا
علم رومانيا
علم روسيا
علم سلوفاكيا
علم أوكرانيا

### دول غير معترف بها

#### دول حالية

علم أبخازيا
علم أوسيتيا الجنوبية
علم ترانسنيستريا

#### دول سابقة

علم جمهورية أرتساخ (1992-2024)
علم الشيشان (1991-2000)
علم القرم (17-21 مارس 2014)
علم جمهورية دونيتسك الشعبية (2014-2022)
علم جمهورية لوغانسك الشعبية (2014-2022)

## كيانات سياسية مستقلة

فرسان مالطة